# NTM
NTM (англ. Neurotrimin) – білок, який кодується однойменним геном, розташованим у людей на короткому плечі 11-ї хромосоми. Довжина поліпептидного ланцюга білка становить 344 амінокислот, а молекулярна маса — 37 971.
| 10         |  | 20         |  | 30         |  | 40         |  | 50         |
| ---------- |  | ---------- |  | ---------- |  | ---------- |  | ---------- |
| MGVCGYLFLP |  | WKCLVVVSLR |  | LLFLVPTGVP |  | VRSGDATFPK |  | AMDNVTVRQG |
| ESATLRCTID |  | NRVTRVAWLN |  | RSTILYAGND |  | KWCLDPRVVL |  | LSNTQTQYSI |
| EIQNVDVYDE |  | GPYTCSVQTD |  | NHPKTSRVHL |  | IVQVSPKIVE |  | ISSDISINEG |
| NNISLTCIAT |  | GRPEPTVTWR |  | HISPKAVGFV |  | SEDEYLEIQG |  | ITREQSGDYE |
| CSASNDVAAP |  | VVRRVKVTVN |  | YPPYISEAKG |  | TGVPVGQKGT |  | LQCEASAVPS |
| AEFQWYKDDK |  | RLIEGKKGVK |  | VENRPFLSKL |  | IFFNVSEHDY |  | GNYTCVASNK |
| LGHTNASIML |  | FGPGAVSEVS |  | NGTSRRAGCV |  | WLLPLLVLHL |  | LLKF       |

A: Аланін

C: Цистеїн

D: Аспарагінова кислота

E: Глутамінова кислота

F: Фенілаланін

G: Гліцин

H: Гістидин

I: Ізолейцин

K: Лізин

L: Лейцин

M: Метіонін

N: Аспарагін

P: Пролін

Q: Глутамін

R: Аргінін

S: Серин

T: Треонін

V: Валін

W: Триптофан

Задіяний у таких біологічних процесах, як клітинна адгезія, альтернативний сплайсинг. 
Локалізований у клітинній мембрані, мембрані.